# Мукоёси
Мукоёси (яп. 婿養子) — взрослый мужчина, взявший фамилию жены и усыновлённый её родителями.

## История
Согласно легенде, эта японская традиция берёт начало в 717 году, когда бог горы Хакусан явился во сне монаху Таитё Даиси и рассказал ему о горячем источнике в соседней деревне. Тот, в свою очередь, посоветовал своему ученику Гарё Хоси открыть на указанном месте постоялый двор. Гарё Хоси так и поступил, а позднее усыновил мальчика, который продолжил его дело. По данным книги рекордов Гиннесса, это старейшее семейное дело в мире.
Практика усыновления взрослых мужчин ставила целью наличие гарантированного наследника, а также предполагала, что будет кому позаботиться о семейных могилах. Таким образом, вне зависимости от детской смертности или бесплодия в семье, традиционно обеспечивалась преемственность поколений и продолжение дела семьи.
При этом роль кровного родства в Японии была не очень высокой: так, если в семье усыновителей рождался свой сын, мукоёси мог по-прежнему оставаться наследником состояния. Более того, если биологический ребёнок не подходил для того, чтобы возглавить семейное предприятие, его могли лишить наследства и усыновить подходящего наследника. В семьях купцов и самураев количество случаев передачи по наследству семейного имущества приёмным детям достигало 25—34 %. При этом подобная практика не находила никаких негативных откликов в обществе ни в сторону мукоёси, ни в сторону семьи усыновителей.
Для сохранения бизнеса в семье наследников в разные периоды истории усыновляли владельцы таких крупных японских корпораций, как Canon, Kikkoman, Suzuki и Toyota. Среди усыновлённых были объединитель Японии XVI века Тоётоми Хидэёси, премьер-министр страны в 1964—1972 годы Эйсаку Сато и другие известные люди.
Несмотря на то, что практика приёма мукоёси в семью выглядит как пережиток древности, современные исследования показывают, что в конце XX века в сельских семьях Японии отмечалось увеличение числа подобных усыновлений.